# Xylophanes belti
Espèce
Xylophanes belti est une espèce de lépidoptères de la famille des Sphingidae, de la sous-famille des Macroglossinae, tribu des Macroglossini, sous-tribu des Choerocampina, et du genre Xylophanes.

## Description
L'envergure varie  de 90 à 95 mm. Le dessus des ailes antérieures, la tête, le thorax et l'abdomen sont vert olive. Il y a une bande allant de la base de l'aile antérieure au palpe. Les taches latérales sur l'abdomen et le dessous du corps et des ailes sont rouge carmin foncé. Le dessus de l'aile antérieure est d'un vert olive, bien que les interstices aient un brillant bleu-gris soyeux. Il y a trois lignes antémédiannes, dont la deuxième et la troisième sont fusionnées.

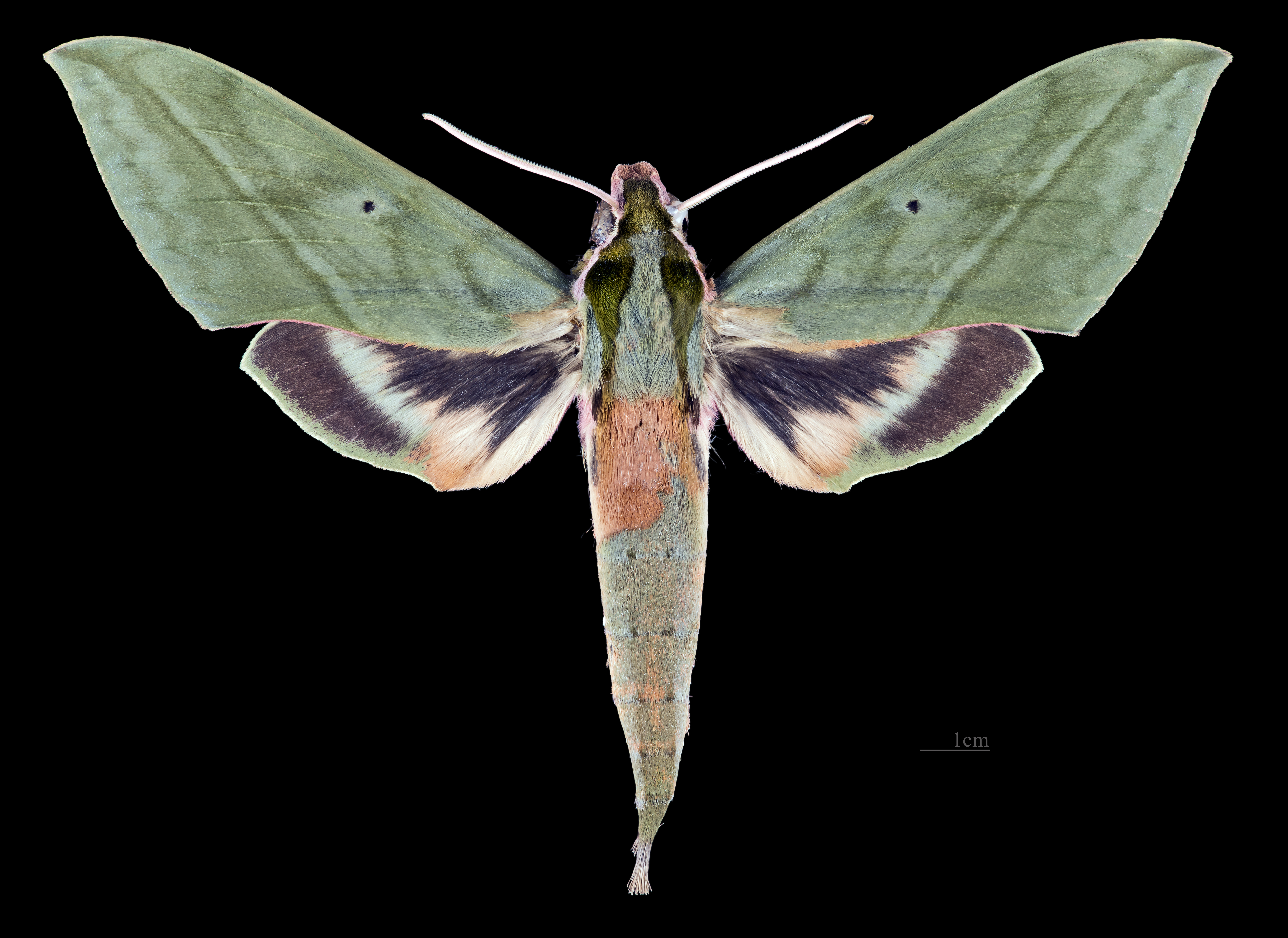
Avers du mâle (coll. MHNT)
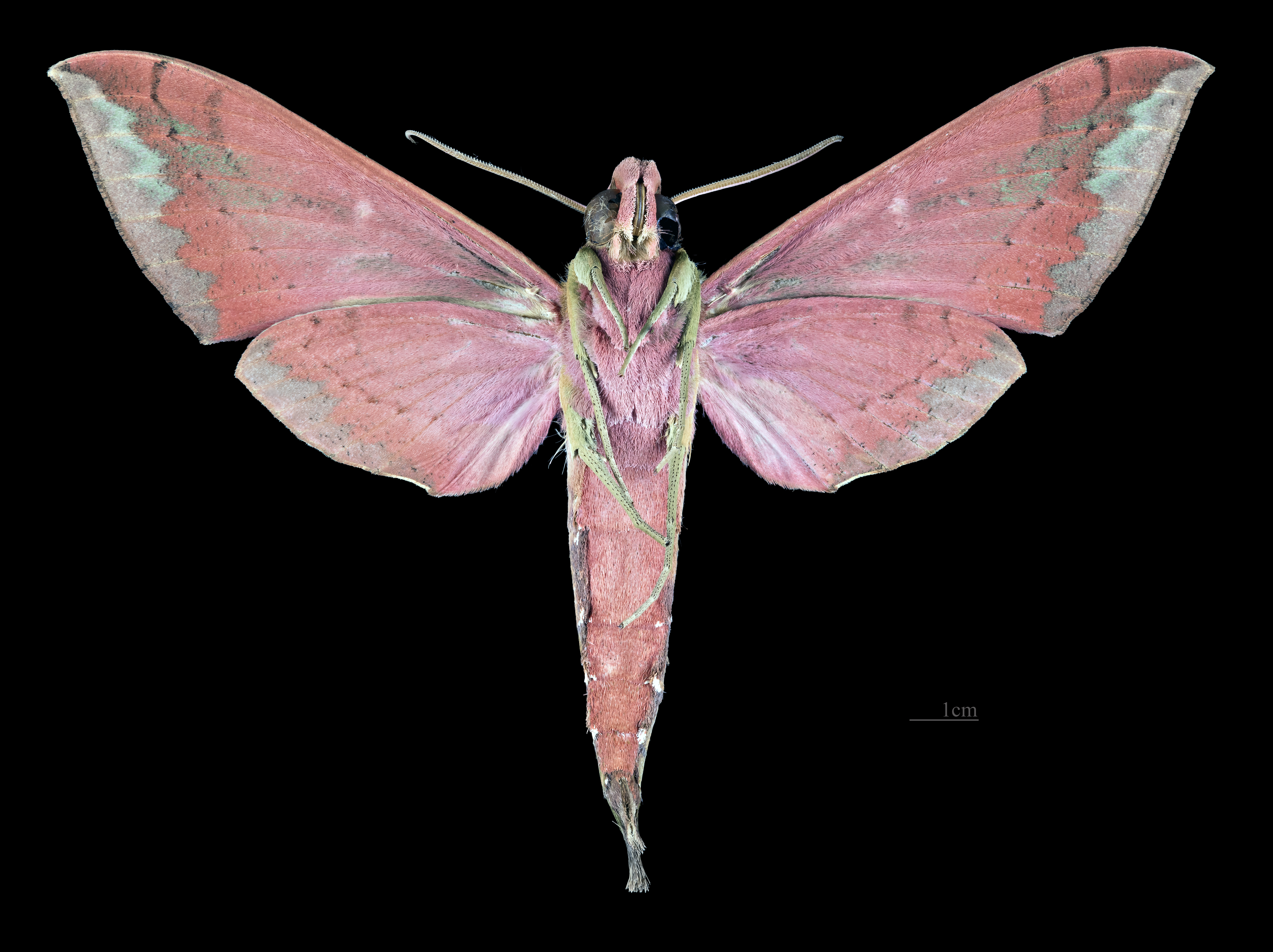
Revers du mâle (coll. MHNT)

## Répartition
L'espèce est connue au Mexique, au Nicaragua, au Costa Rica, au Belize, au Honduras, au Guatemala, et au Panama.

## Biologie
Les adultes volent toute l'année au Costa Rica.
Les chenilles se nourrissent sur Psychotria panamensis, Psychotria nervosa et Pavonia guanacastensis.

## Systématique
L'espèce Xylophanes belti a été décrite par le naturaliste britannique Herbert Druce en 1878, sous le nom initial de Choerocampa belti. La localité type est Chontales au Nicaragua.

### Synonymie
- Choerocampa belti Druce, 1878 Protonyme